# Go (programozási nyelv)
A Go a Google által kifejlesztett, compiler által fordított, konkurens programozási nyelv. A nyelvet Robert Griesemer, Rob Pike és Ken Thompson tervezte. A jelenlegi implementációi közül a Gc C nyelvben íródott, szintaktikai elemzésre (parserként) yacc/bison-t használ, míg a Gccgo C++ front-endjét (felhasználóval kapcsolatot tartó réteg) a standard GCC back-endhez (tényleges feldolgozást végző réteg) csatolt rekurzív parser (recursive descent parser) egészíti ki.
A Go szintaxisa a C nyelvéhez áll közel, a típusdeklaráció kivételével; az egyéb szintaktikai eltérések közé tartoznak a for ciklus és a feltételes kifejezés (if) hiányzó zárójelei. A nyelv támogatja a szemétgyűjtést. A Go konkurenciamodellje Tony Hoare CSP-jén alapszik. A kihagyott funkciók közé tartozik a kivételkezelés, az öröklődés, a generikus programozás és a metódusok újradefiniálása (method overriding). A Javától és a C++-tól eltérően a map-ek (asszociatív tömbök) beépített nyelvi elemek, éppúgy mint a stringek.

## Problémák a névvel
A Google által a nyelv nevének választott „Go” ütközik a F. G. McCabe és K. L. Clark által 2004-ben kifejlesztett programozási nyelv, a Go! nevével. A problémáról szó van a Google Go-oldalain, jelenleg a legnépszerűbb ötlet az, hogy a Google nyelvét át kellene nevezni „Issue 9”-re.

## Példák

### Hello GO!
Az alábbi egy „Helló, világ!”-program Go nyelven.
```
package
 
main

import
 
"fmt"

func
 
main
()
 
{

  
fmt
.
Printf
(
"Hello, World\n"
)

}

```

### Egyszerű echo parancs
A Unix echo parancsának egy megvalósítása
```
package
 
main

import
 
(

  
"os"
;

  
"flag"
;
 
// parancssori opciók elemzésére

)

var
 
omitNewline
 
=
 
flag
.
Bool
(
"n"
,
 
false
,
 
"don't print final newline"
)

const
 
(

  
Space
 
=
 
" "
;

  
Newline
 
=
 
"\n"
;

)

func
 
main
()
 
{

  
flag
.
Parse
();
 
// az argumentumok listáját végignézi és beállítja a flageket

  
var
 
s
 
string
 
=
 
""
;

  
for
 
i
 
:=
 
0
;
 
i
 
<
 
flag
.
NArg
();
 
i
++
 
{

    
if
 
i
 
>
 
0
 
{

      
s
 
+=
 
Space

    
}

    
s
 
+=
 
flag
.
Arg
(
i
)

  
}

  
if
 
!
*
omitNewline
 
{

    
s
 
+=
 
Newline

  
}

  
os
.
Stdout
.
WriteString
(
s
);

}

```

### FizzBuzz teszt
```
package
 
main
 
//csomag neve

//Függőségek

import
 
(

  
"fmt"
 
//Parancssori kiíráshoz...

)

//A program futása a main-ban kezdődik

func
 
main
()
 
{

  
for
 
i
 
:=
 
1
;
 
i
 
<
 
100
;
 
i
++
 
{
 
// 1-től 100-ig for ciklus

    
fizz
 
:=
 
((
i
 
%
 
3
)
 
==
 
0
)
 
//osztható-e 3-mal

    
buzz
 
:=
 
((
i
 
%
 
5
)
 
==
 
0
)
 
//osztható-e 5-tel

    
if
 
fizz
 
&&
 
buzz
 
{
 
// Ha mindkettővel: fizzbuzz

	  
fmt
.
Println
(
"FizzBuzz"
)

    
}
 
else
 
if
 
fizz
 
{
 
//ha csak 3-mal Fizz

	  
fmt
.
Println
(
"Fizz"
)

    
}
 
else
 
if
 
buzz
 
{
 
//ha csak 5-tel Buzz

	  
fmt
.
Println
(
"Buzz"
)

    
}
 
else
 
{
 
//Egyébként a szám maga

	  
fmt
.
Println
(
i
)

    
}

  
}

}

```

## Fordítás
- Ez a szócikk részben vagy egészben a Go (programming language) című angol Wikipédia-szócikk ezen változatának fordításán alapul.  Az eredeti cikk szerkesztőit annak laptörténete sorolja fel. Ez a jelzés csupán a megfogalmazás eredetét és a szerzői jogokat jelzi, nem szolgál a cikkben szereplő információk forrásmegjelöléseként.